# Cosrou
Cosrou este o comună din departamentul Dabou, regiunea Lagunes, Coasta de Fildeș.